# Сан Дефенденте (Асти)
Сан Дефенденте је насеље у Италији у округу Асти, региону Пијемонт.
Према процени из 2011. у насељу је живело 97 становника. Насеље се налази на надморској висини од 288 м.